# バンクーバー・ハーバー水上空港
バンクーバー・ハーバー水上空港（バンクーバー・ハーバーすいじょうくうこう、英: Vancouver Harbor Water Airport）は、カナダ・ブリティッシュコロンビア州・バンクーバーのコール・ハーバーにある水上機用の水上空港である。
バンクーバーの中心市街地における交通結節点であるウォーターフロント駅にもほど近く、離着陸数は約5万回で水上空港としてはカナダ1位である。カナダ国境サービス庁の職員が配置されており入国管理機能を備えているが、乗客15名以下のゼネラルアビエーション機に限られている。

## 管制塔
バンクーバー・ハーバー航空管制塔は1973年建造のグランヴィル・スクエアビルの最上階に位置しており、地上高142mは世界一である。すぐ東側に水上ヘリポートがあり、ここに発着するヘリコプターの管制も行っている。

## ターミナル
2011年5月25日、バンクーバー・コンベンションセンターに隣接したターミナル「バンクーバー・ハーバー・フライト・センター」が開業した。もっとも、すべての水上機がこのターミナルから発着するわけではない。

## 運航会社と就航地
旅客定期便を運航する会社としては、ハーバー・エアグループが主である。ビクトリア・ハーバー空港との定期便が非常に多く運航されている。
| 航空会社        | 就航地 |
| --------------- | --- |
| ハーバー・エア  | ベッドウェル・ハーバー, コモックス, ガンジス, メープル・ベイ, ナナイモ・ハーバー, シーシェルト, シアトル・レイク・ユニオン, トフィノ, ビクトリア・ハーバー, ウィスラー(Green Lake) |
| ケンモア・エア  | シアトル・レイク・ユニオン |
| Seair Seaplanes | ナナイモ・ハーバー |